# Фарес
Фарес (древни хебрејски פרץ, „растварање“) -  син Јуде и Тамаре, брата близанца Зераха.
Приликом свог рођења, он је одгурнуо свог брата Зареха, односно „разбио је своју постељицу“, због чега је и добио име Ферес (Пост. 38,27-30).
Његови потомци су сматрани бројним, и као резултат тога, наста је благослов: „Нека буде дом твој, као дом Фареса, кога је Тамара родила Јуди“ (Рута 4:12). Фаресови синови били су Хесром и Хамул (Пост. 46:12). Био је оснивач дома Јуде, породице Фаресове, и предак цара Давида (Рут. 4:18-22).
Фарес се помиње у родослову Исуса Христа (Матеј 1:3, Лука 3:33). После вавилонског ропства, у Јерусалиму је остало само 468 његових потомака, који су сви били обри људи (Нех. 11:6).